# Freitas Nascimento
Natalízio Freitas Nascimento, mais conhecido como Freitas Nascimento ou simplesmente Freitas (Ipirá, 8 de julho de 1954) é ex-futebolista e atual treinador de futebol brasileiro.  
É o maior artilheiro da história do ASA, com 158 gols. Foi eleito pela torcida, no site GE, como o maior ídolo do ASA.

## Carreira

### Jogador
Aos 7 anos, viajou de Ipirá a Salvador, para se tornar jogador de futebol. No juvenil do Vitória, passou de volante a centroavante.
Despontou profissionalmente no Itabaiana-SE.
No Fluminense ele foi reserva de Dorval, maior destaque do tricolor carioca. por não jogar, foi emprestado ao Bahia.
Chegou ao ASA em 1978, emprestado pelo Bahia. Teve um início difícil, onde se machucou, mas posteriormente se destacou.
Em 1980, marcou 22 gols no Campeonato Alagoano, onde foi o artilheiro.
Em 1980, foi personagem da primeira grande negociação feita pelo ASA, quando o Criciúma levou o jogador por Cr$ 4,5 milhões.
Voltou ao ASA e em 1983, novamente foi artilheiro do Campeonato Alagoano, quando balançou a rede 28 vezes.
No ASA, marcou 158 gols, que virou eterno ídolo.
Ao todo, passou por quatorze times, como CSA, Santos, Fortaleza, Confiança, Ferroviário, entre outros.

### Treinador
Iniciou sua carreira como técnico em 1990 no Cruzeiro de Arapiraca.
No Campeonato Alagoano se destacou conquistando um Bi-campeonato treinando o CSA.
Em sua carreira como treinador teve passagens por: Santa Rita , CRB, Joinville, Londrina, Central.
Chegou ao futebol paraibano em 2000 para comandar o Botafogo-PB, onde ficou com o vice-campeonato estadual de 2000.
No ano seguinte, migrou para o Treze, onde acabou conquistando o título.
Comandou o Treze por mais duas vezes, em 2003 e 2006.
Em 2008, dirigiu o Campinense, onde conquistou não só o titulo estadual, como levou o clube à Série B do Campeonato Brasileiro. Nesta passagem, onde permaneceu durante um ano e meio, foram 72 jogos e apenas 13 derrotas e dos onze clássicos disputados, perdeu somente três.
Retornou ao Campinense em julho de 2009.
Se apresentou no Itabaiana em dezembro de 2012 para montar e treinar a equipe para a Copa do Nordeste, Campeonato Sergipano e Copa do Brasil. No torneio regional, o Tricolor não passou da primeira fase. Foi demitido em março de 2013.
Em 2015, esteve à frente do CSE no estadual, a partir do segundo turno da competição. Comandou o clube em oito jogos, com cinco vitórias, dois empates e apenas uma derrota.
Retornou ao CSE para 2016. Em fevereiro foi desligado após quatro jogos no estadual, onde empatou duas e perdeu as outras duas.
No final de 2017, assumiu como diretor técnico do ASA. Em fevereiro de 2018, comandou o time interinamente por dois jogos no Campeonato Alagoano e foi convencido pela diretoria a ser o técnico até o fim do estadual.

## Títulos
CSA
- Campeonato Alagoano: 1994[7] e 1995

Treze
- Campeonato Paraibano: 2001

Itabaiana
- Campeonato Sergipano: 2005 e 2006

Londrina
- Copa Paraná de Futebol: 2008

Campinense
- Campeonato Paraibano: 2008[7] e 2012[9]